# نادي هبوعيل إيروني كريات شمونة
نادي هابويل إيروني كريات شمونة لكرة القدم (بالعبرية: מועדון כדורגל הפועל עירוני קרית שמונה) هو نادي كرة قدم إسرائيلي من مدينة كريات شمونة، ويلعب في دوري الدرجة الممتازة. تم تأسيس النادي في سنة 2000.

## وصلات خارجية
- الموقع الرسمي (بالعبرية)